# 16765 Agnesi
16765 Agnesi este un asteroid din centura principală de asteroizi.

## Descriere
16765 Agnesi este un asteroid din centura principală de asteroizi. A fost descoperit pe 16 octombrie 1996 la Prescott (Arizona) de Paul G. Comba. Asteroidul prezintă o orbită caracterizată de o semiaxă mare de 2,63 ua, o excentricitate de 0,11 și o înclinație de 12,3° în raport cu ecliptica.